# La Chapelle-aux-Filtzméens
La Chapelle-aux-Filtzméens település Franciaországban, Ille-et-Vilaine megyében. Lakosainak száma 825 fő (2022. január 1.). La Chapelle-aux-Filtzméens Combourg, Meillac, Pleugueneuc, Québriac és Saint-Domineuc községekkel határos.

## Népesség
A település népességének változása:
| Lakosok száma | 358  | 297  | 314  | 567  | 832  | 825  | 815  | 814  | 818  | 825  |
|               | 1968 | 1982 | 1990 | 2006 | 2013 | 2015 | 2017 | 2019 | 2020 | 2022 |